# Werner Hoyer (Politiker, 1951)

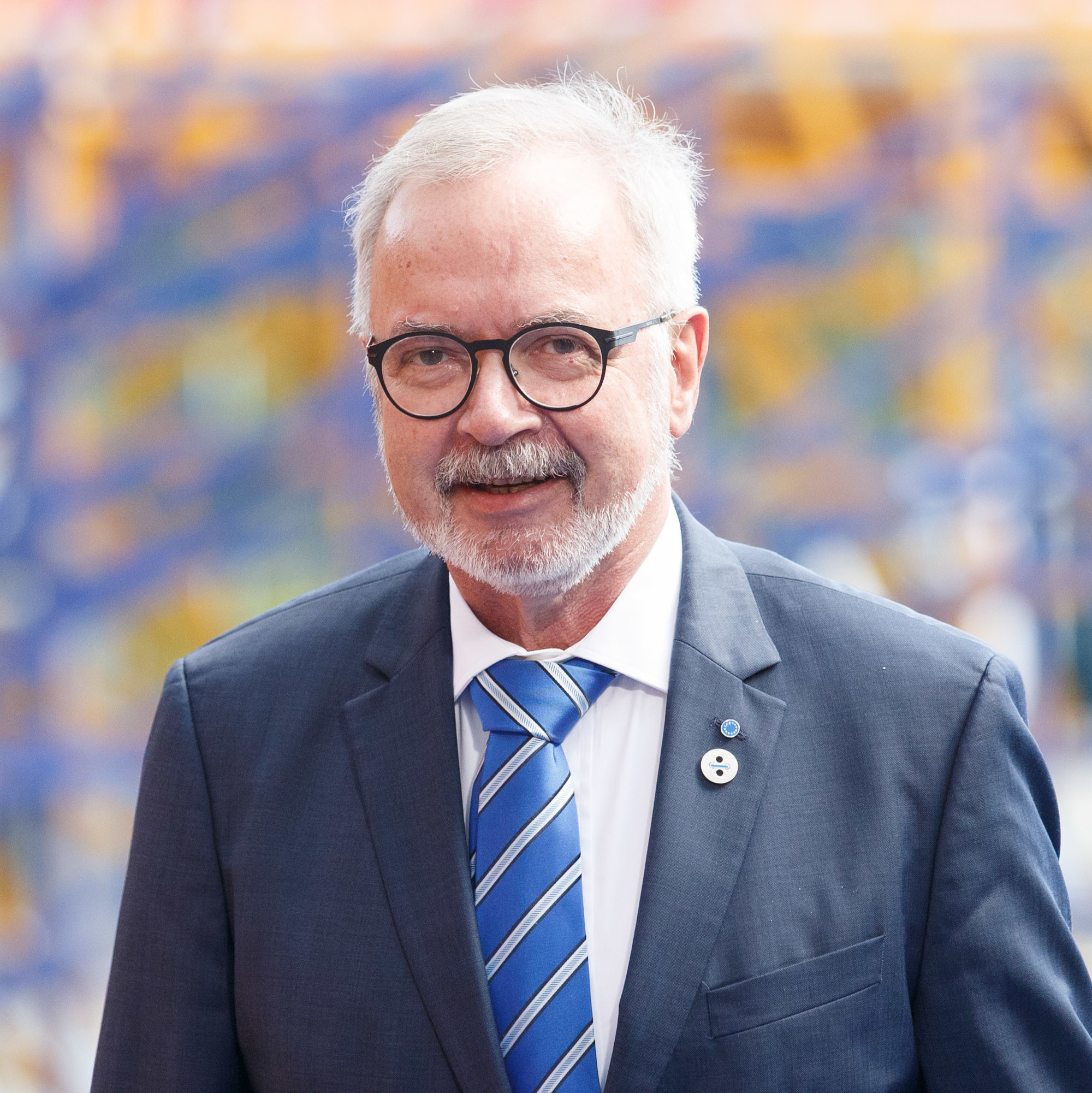
Werner Hoyer (2017)

Werner Hoyer (* 17. November 1951 in Wuppertal) ist ein deutscher Politiker (FDP). Seit 2012 ist er Präsident des Instituts für Europäische Politik. Hoyer war von 1994 bis 1998 Staatsminister im Auswärtigen Amt und von 2002 bis 2009 stellvertretender Vorsitzender der FDP-Bundestagsfraktion. Von Oktober 2009 bis Dezember 2011 war er erneut Staatsminister beim Bundesminister des Auswärtigen. Vom 1. Januar 2012 bis zum 31. Dezember 2023 war er Präsident der Europäischen Investitionsbank.

## Leben und Beruf
Nach dem Abitur 1970 am Kaiser-Wilhelm-Gymnasium in Hannover studierte Hoyer Volkswirtschaftslehre an der Universität Köln, das er 1974 als Diplom-Volkswirt abschloss. Er war dann bis 1984 als wissenschaftlicher Mitarbeiter an der Universität Köln tätig. 1977 erfolgte hier seine Promotion zum Dr. rer. pol. mit der Arbeit Vermögenseffekte des Geldes – Theoretische Ansätze zur Rolle des Geldes als Vermögensobjekt im Wirtschaftsprozess. In dieser Zeit verfasste er auch gemeinsam mit Rolf Rettig das bekannte volkswirtschaftliche Lehrbuch Grundlagen der mikroökonomischen Theorie (seit der 4. Auflage 2003 zusätzlich mit Klaus-Dieter Rothe). Von 1985 bis 1987 war er Leiter des Bereichs Wirtschaft und Information bei der Carl-Duisberg-Gesellschaft e. V. in Köln. Bis 1994 hatte er an der Universität Köln einen Lehrauftrag für Außenwirtschaft. Er ist Mitglied der überparteilichen Europa-Union Deutschland.
Werner Hoyer ist verheiratet und hat zwei Kinder.

## Parteiarbeit
Seit 1972 ist er Mitglied der FDP. Hier engagierte er sich zunächst bei den Jungen Liberalen, deren Bundesvorstand er auch von 1983 bis 1986 angehörte. Von 1984 bis 1992 war er Vorsitzender des FDP-Kreisverbandes Köln. Seit 1984 gehört er dem FDP-Landesvorstand in Nordrhein-Westfalen an, seit 1994 auch dem Bundesvorstand. Von 1993 bis 1994 amtierte Werner Hoyer als Generalsekretär der FDP-Bundespartei.
Aus seiner Zeit als Generalsekretär stammt die Hoyer oftmals fälschlicherweise zugeschriebene Bezeichnung der FDP als „Partei der Besserverdienenden“. Tatsächlich wurde diese Formulierung ohne Hoyers Kenntnis in einem Wahlprogrammentwurf für den Bundestagswahlkampf 1994 verwandt, ohne im eigentlichen Wahlprogramm der FDP für 1994 beschlossen zu werden. Die Originalformulierung Hoyers, ein ironisches Zitat einer früheren Aussage Rudolf Scharpings (damals Kanzlerkandidat der SPD), lautete: „Wir sind die Partei der Besserverdiener, weil wir wollen, dass alle besser verdienen“. Der Satz wurde in der gekürzten Fassung polemisch von der Presse aufgegriffen und Hoyer übernahm als Generalsekretär die politische Verantwortung.
Seit 2000 ist Hoyer Vorsitzender des FDP-Bezirksverbandes Köln, von 2006 bis 2009 war er zudem Mitglied des Präsidiums der FDP. Von 1997 bis 2000 war er zunächst Vizepräsident und von 2000 bis 2005 Präsident der Europäischen Liberaldemokratischen Partei (ELDR). Werner Hoyer ist Ehrenmitglied des FDP-Stadtbezirksverbands Köln-Lindenthal (vorher Ortsverband Junkersdorf-Lövenich-Weiden-Widdersdorf), dessen Vorsitzender er in den 1980er Jahren war.

## Abgeordneter

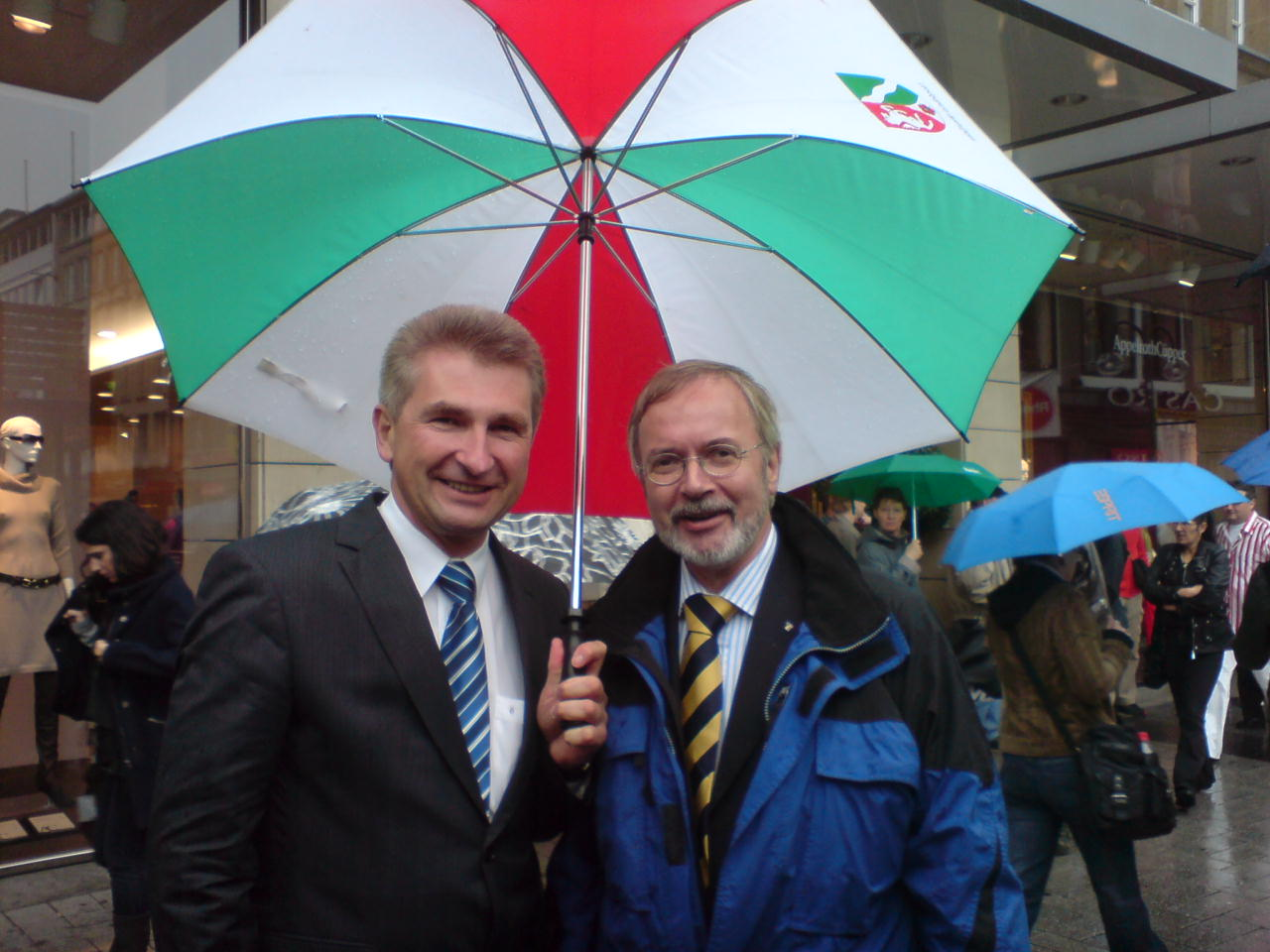
NRW-Innovationsminister Andreas Pinkwart (li.) und Werner Hoyer (re.) am 5. September 2009 bei einer Bundestagswahlveranstaltung in Köln

Von 1987 bis 2012 war er Mitglied des Deutschen Bundestages. Hier war er von 1989 bis 1993 Parlamentarischer Geschäftsführer und von 1990 bis 1994 sicherheitspolitischer Sprecher der FDP-Bundestagsfraktion. Von Oktober 2002 bis Oktober 2009 war er stellvertretender Fraktionsvorsitzender und Vorsitzender des Fraktionsarbeitskreises für Internationale Politik. Darüber hinaus war er während dieser Zeit außenpolitischer Sprecher der Fraktion. Werner Hoyer ist stets über die Landesliste Nordrhein-Westfalen in den Deutschen Bundestag eingezogen. Am 1. Januar 2012 verzichtete er auf sein Bundestagsmandat, um an die Spitze der Europäischen Investitionsbank (EIB) zu wechseln. Für ihn rückte Jörg von Polheim in den Bundestag nach.

## Mitgliedschaften
- Mitglied der Europa-Union Parlamentariergruppe Deutscher Bundestag.
- Mitglied der Ludwig-Erhard-Stiftung.[9]
- Mitglied der Studentenverbindung AV Rheno-Colonia Köln.[10]
- Mitglied des Kuratoriums der Stiftung Butzweilerhof.[11]
- Mitglied im Kuratorium der Gesellschaft für Wehr- und Sicherheitspolitik.[12]
- Mitglied des Beirates des American Jewish Committee.[13]
- Mitglied der Jury zur Vergabe der Walter Scheel Medaille.[14]

## Regierungsämter und Europäische Investitionsbank
Nach der Bundestagswahl 1994 setzten CDU/CSU und FDP ihre Koalition fort; Bundeskanzler Kohl bildete sein fünftes (und letztes) Kabinett. Hoyer wurde am 17. November 1994 zum Staatsminister im Auswärtigen Amt ernannt. Er war dort speziell für die Europapolitik zuständig und Verhandlungsführer der deutschen Delegation bei den Regierungsverhandlungen für die Weiterentwicklung des Maastrichter Vertrages. Er schied mit dem Regierungswechsel nach der Bundestagswahl 1998 am 27. Oktober 1998 aus der Regierung aus.
Ab Oktober 2009 bekleidete Werner Hoyer das gleiche Amt im Kabinett Merkel II. Anders als in Hoyers erster Amtszeit als Staatsminister wurde unter Bundesaußenminister Guido Westerwelle bewusst auf den einschränkenden Zusatz „für Angelegenheiten der Europäischen Union“ verzichtet. Hoyer hatte als Vorsitzender der Europastaatssekretäre und Mitglied im Bundeskabinett eine herausragende Rolle in der Europakoordinierung der Bundesregierung.
Das Verhältnis zwischen Hoyer und Westerwelle wurde als angespannt beschrieben. Ein Wechsel Hoyers in ein neues Amt wurde daher immer wahrscheinlicher. Nach Hoyers erfolgloser Bewerbung als Botschafter in Washington wurde er durchgesetzt als deutscher Kandidat für die Position des Präsidenten der Europäischen Investitionsbank.
Der Europäische Rat gab im Herbst 2011 grünes Licht für die Kandidatur Hoyers; der Gouverneursrat berief ihn zum 1. Januar 2012 zum EIB-Präsidenten.
Am 27. Juli 2017 bestätigte der Rat der Gouverneure der EIB seine Wiederbestellung.
2020 wurde Hoyer zum European Banker of the Year gewählt. Kommissionspräsidentin Ursula von der Leyen würdigte in ihrer Laudatio den Beitrag der EIB-Gruppe zur wirtschaftlichen Stabilität und Entwicklung Europas sowie die Hoyers Rolle an der Spitze der EIB.
Anfang September 2023 wurde bekannt, dass Hoyer nach Ende seiner zweiten sechsjährigen Amtszeit als Präsident der EIB zum Jahresende aufhören wolle.
Am 8. Dezember 2023 wurde bekannt, dass die Finanzminister der 27 EU-Staaten sich auf die Spanierin Nadia Calviño als Hoyers Nachfolgerin verständigt haben, welche das Amt am 1. Januar 2024 übernahm.

## Veröffentlichungen
- Werner Hoyer, Rolf Rettig, Karl-Dieter Rother: Grundlagen der mikroökonomischen Theorie. 3. Auflage. Lucius & Lucius, Stuttgart 1993, ISBN 3-8041-2026-1.

## Auszeichnungen
- 1997: Großes Silbernes Ehrenzeichen am Bande für Verdienste um die Republik Österreich[24]
- 2019: European Banker of the Year[20]